# Paraembolides variabilis
Paraembolides variabilis är en spindelart som först beskrevs av Raven 1978.  Paraembolides variabilis ingår i släktet Paraembolides och familjen Hexathelidae.
Artens utbredningsområde är New South Wales. Inga underarter finns listade i Catalogue of Life.